# All Kinds of Everything
All Kinds of Everything ("Ogni genere di cosa") è stata la canzone vincitrice dell'Eurovision Song Contest 1970, scritta da Derry Lindsay e Jackie Smith e cantata, in inglese, da Dana, in rappresentanza dell'Irlanda.
Il brano rappresenta un ritorno alla ballata per la manifestazione, rispetto all'energia delle canzoni delle scorse edizioni. La cantante descrive "tutti i tipi di cose" (è questa la traduzione del titolo) che le ricordano il suo amato, e alla fine, aggiunge che ormai appartengono a lei.
La canzone è stata eseguita per dodicesima e ultima nella serata, a seguito della Germania Ovest (rappresentata da Katja Ebstein). Alla fine delle votazioni riceve ben 32 punti, sorpassando anche l'inglese Mary Hopkin che ottiene sette punti in meno.
Negli anni seguenti il brano, che sancì la prima vittoria (di una lunga serie) per l'Irlanda , ebbe molto successo: nella classifica del marzo 1970, ad esempio, rimase al primo posto per nove settimane consecutive. Nelle classifiche internazionali, risultò apprezzata a Singapore (1ª posizione), in Svizzera (3ª posizione) e in Jugoslavia (4ª posizione).